# Александар Колчак
Александар Васиљевич Колчак (рус. Алекса́ндр Васи́льевич Колча́к; Санкт Петербург, 16. новембар 1874 — Иркутск, 7. фебруар 1920) је био руски адмирал и један од вођа Беле гарде. Био је председник привремене белогардејске владе у Сибиру. Учествовао је у Руско-јапанском рату и у Првом светском рату. Као научник океанограф учесник је поларне научне експедиције (1900—1903).

## Порекло
Према једној легенди, први познати Колчак је био Колчак паша, којег је код Хотина заробио руски маршал Христифор Миних и чији су потомци, према истој легенди, постали руски поданици. Наводно, након краја рата Колчак-паша се населио у Пољској, а 1794. се преселио у Русију. Међутим, са друге стране, никаквих доказа који би потврдили порекло „нових“ Колчака, чија породична историја почиње Лукијаном, од хотинског, турског паше и његовог сина, не постоје. Савремени руски историчари указују да је сасвим извесно да су се Колчаки у Русији појавили не раније од друге поделе Пољске (1793. године), већ знатно касније од руско-турског рата и наводног заробљивања турског хотинског капетана од стране руске војске. Из извора из периода Павла I и Александра I спомиње се командир створене 1803. године, ради заштите границе Русије по Дњестру, Бухске козачке војске, Лукијан Колчак - прадеда А. В. Колчака. Указом из 1843. године Колчаки су били уврштени у руско племство. Александров отац Василиј Колчак је био генерал-мајор, а први официрски чин је добио при одбрани Севастопоља у Кримском рату.

## Биографија
Рођен је у Санкт Петербургу, као син морнаричког официра. Завршио је поморску школу, након које је служио у 7. поморском батаљону у Петрограду. Од 1895. до 1899. служио је у Владивостоку. После тога је прекомандован у Кронштат. Учествовао је у Толовој поларној експедицији 1900. и био је вођа једне од две групе. Након знатних потешкоћа вратио се децембра 1902. Вођа друге групе се изгубио. Изучавали су Северни ледени океан на броду Зарја.
За време Руско-јапанског рата Колчак је прекомандован 1904. у Порт Артур. Командовао је крстарицом и добио је медаљу. Како се продужила опсада луке постао је командант копнене војске. Био је рањен и заробљен. Због лошег здравља ослобођен је пре краја рата. Постао је један од оних који су модернизовали руску војску. Био је у поморском штабу од 1906. и придружио се балтичкој флоти, када је избио Први светски рат. Надзирао је опсежно постављање обалних минских поља и командовао је поморским снагама у Ришком заливу. Унапређен је августа 1916. у вицеадмирала, као најмлађи вицеадмирал у руској морнарици. Постављен је за команданта Црноморске флоте. Главни задатак је био да буде подршка копненим операцијама војске генерала Николаја Јуденича против Османског царства. Осим тога имао је задатак да се супротставља претњи подморница и да планира инвазију Босфора. Колчакова флота је веома успешно потапала турске бродове. Пошто није биле друмске везе између угљенокопа у источној Турској и Константинопоља напади руске флоте изазвали су велике проблеме Турској. Током 1916. заједничким копнено-поморским нападом руска црноморска флота је помогла да се освоји Трабзон. Током његове команде десила се и несрећа када је велики руски дреднот „Царица Марија“ експлодирао у луци Севастопољ 7. октобра 1916. године. Након Фебруарске револуције, Црноморска флота је утонула у хаос. Колчака су сменили у јуну 1917. године. Путовао је у Британију и Америку као војни посматрач. Додељен му је Краљевски орден Белог орла.

## Руски грађански рат
Када је избила Октобарска револуција, Колчак је био у Јапану. Колчак се понудио Британцима да се бори у њиховој армији, али Британци су закључили да је кориснији ако победи бољшевике и врати Русију на страну савезника. Колчак се вратио у Русију у Омск, где је пристао да постане министар беле сибирске владе, у којој су већину чинили есери.„Колчак је поставио Штрандманa,који је радио у руској амбасади у Београду још пре Првог светског рата,за амбасадора Русије  
у Београду".
У новембру 1918, непопуларна регионална сибирска влада је свргнута у државном удару. Козаци под атаманом Красилником су ухапсили четири есера. Након тога Колчак је тајним гласањем изабран за председника владе. Есере је протерао, али њихове активности довеле су до мале побуне у Омску 22. децембра 1918. године. Побуну су угушили козаци и чешка легија стрељавши 500 побуњеника. Есери су започели преговоре са бољшевицима и у јануару 1919. придружила су се Црвеној армији.
Колчак је добио диктаторска овлашћења. Спроводио је жестоку војну диктатуру, хапсио је политичке противнике и прогонио је раднике, који су преузели фабрике.

## Диктатура
У почетку је Бела гарда под његовом командом имала успеха. Колчак није био сигуран у своје командовање копненим операцијама, па је стратешко планирање препустио Д. Лебедеву и његовом штабу. Крајем децембра 1918, чешка армија под командом Рудолфа Гајде заузела је Перм и одатле су се раширили као из стратешке базе. План је био да постоје три главна правца напада:
- Гајда да крене према Архангелску
- Канжин да заузме Уфу и
- Козаци под Александром Дутовом да заузму Самару и Саратов

Колчак је имао 110.000 војника, а бољшевици 96.000. Британци су добро опремили Колчакову војску. Колчакова војска је у марту 1919. заузела Уфу и одатле је напредовала према Казању и приближавала се Самари на Волги. Побуне против бољшевичке власти у Симбирску, Казању, Вјатки и Самари помагали су напорима Беле гарде. Новоформирана Црвена армија није се показала спрема за борбу и само су се повлачили. Дозволили су Белима да напредују до линије од Глазова до Оренбурга и Уралска. Колчак је држао територије од 300.000 km² са 7 милиона људи. У априлу 1919, бољшевици су били јако забринути, па су одупирање Колчаку поставили као главни приоритет. Са доласком пролећа показало се да је Колчакова војска створила јако удаљене борбене линије, које су напредовале знатно даље од могућих линија снабдевања. Настали су логистички проблеми снабдевања. Црвена армија је са друге стране мобилисала нову војску против Колчака.
Колчак је изгубио симпатије потенцијалних савезника чешке легије и пољске 5. дивизије. Они су се повукли из сукоба октобра 1918, али остали су присутни. Њихов нови вођа Морис Јанин је Колчака сматрао пуким британским инструментом. Колчак није могао да рачуна ни на јапанску помоћ, јер су се Јапанци бојали да би се могао мешати у њихову окупацију руског Далеког истока. Створили су и тампонску државу источно од Бајкала под козачком контролом. Око 7.000 америчкихвојника у Сибиру се није мешало,
јер је то сматрало унутрашњом руском ствари.

## Пораз и смрт
Када се Црвена армија реорганизовала брзо је победила Колчака. Контранапади црвених су уследили у априлу 1919. године. Црвена армија је заузела Уфу 9. јуна, а затим је Михаил Тухачевски пробио линију белих на Уралу. После тога црвени су брзо напредовали и заузели су Чељабинск 25. јула 1919. године. Бели су успели да успоставе линију око Тобола и ту су привремено зауставили црвене. Ту су држали фронт до октобра. Сталан губитак људства нису могли да надокнаде за разлику од црвених. Црвени су добили појачања и средином октобра су пробили фронт белих код Тобољска. До новембра бели су се повлачили према Омску у нереду. Колчак је почео да губи и међународну помоћ, па су се чак и Британци почели више ослањати на Дењикина. Бели су напустили Омск 14. новембра 1919, па су га црвени заузели без озбиљнијег отпора. Црвени су заробили велику количину муниције и око 50.000 војника и 10 генерала. Колчак је из Омска кренуо у Иркутск, али зауставили су га Чеси код Нижњеудинска. Крајем децембра Иркутск је пао у руке левих (међу њима су били и есери), а једна од њихових првих акција је била да смене Колчака. Када је Колчак 4. јануара 1920. чуо за то објавио је своју оставку и рекао је да предаје своју позицију Дењикину, а војску предаје атаману Г. Семјонову. Изгледа да су Чехословаци обећали Колчаку слободан пролаз до британске војне мисије у Иркутску. Уместо тога предали су га левичарским властима Иркутска 14. јануара 1920. године. Влада Иркутска је 20. јануара предала власт бољшевицима. Бела армија под командом Владимира Капела је кренула према Иркутску да га спасе, али по наредби из Москве стрељан је 7. фебруара 1920, а тело му је бачено у реку. Када су Бели сазнали за смрт Колчака одустали су од Иркутска. Црвена армија је тек 7. марта 1920. ушла у Иркутск.
Колчак није био способан да прави стратешке планове или да координира активност са другим генералима као што су били Антон Дењикин или Николај Јуденич. Као вођа политичког покрета под чијом контролом је била велика територија, морао је да буде одговоран за многа злодела, крађе и силовања на територији под његовом контролом . Као дипломата није успео да увери потенцијално пријатељске државе као што су Финска, Пољска и балтичке државе да се придруже рату против бољшевика. Није успео да добије дипломатско признање од ниједне државе, чак ни од Енглеске.

## Колчаков златни воз
Након повлачења царистичких сила према истоку, на тај пут је кренуо и воз са царевим златом и новцем. Царисти су успјели да превезу око 1300 тона царевог злата, сребра и осталог блага. Када је благо стигло у Омск (тада центар адмирала Колчака) Колчак је запленио воз. У периоду од 1918 до 1919, Омск је због тог блага постао екстравагантно место Русије. Финансијски су га помагале и западне државе (Енглеска, Француска), које су се бориле на страни белогардијца у Руском грађанском рату. То благостање је неко време добро служило контрареволуцију у Сибиру. Део злата је понет на великом сибирском леденом походу према Чити, па се делимично налази на дну Бајкалског језера.

## Политичка рехабилитација
Након деценија у Русији је покренут поступак за Колчакову рехабилитацију. Године 1999. регионални војни суд је одбио рехабилитацију у два наврата. Врховни суд је такође одбио рехабилитацију 2001. и 2004. Уставни суд Русије је вратио случај на поновно саслушање. Упркос томе данас стоје споменици адмиралу Колчаку, у Иркутску и Сант Петербургу. Постоји и Колчаково острво.

## У популарној култури
Ратне године адмирала Колчака су представљене у руском филму Адмирал.